# Tlalmanalco
Tlalmanalco (del nàhuatl, que vol dir «lloc de juncs») és un municipi de l'estat de Mèxic. Tlalmanalco de Velásquez és el cap de municipi i principal centre de població d'aquesta municipalitat. Aquest municipi és a la part nord-occidental de l'estat de Mèxic. Limita al nord amb els municipis de Chalco, al sud amb Ayapango, a l'oest amb Tenango del Aire i a l'est amb estat de Puebla.